# Slovník slovenského jazyka
Slovník slovenského jazyka je slovník současného slovenského jazyka s rozsahem přes 120 000 slov, který byl vydán v 6 dílech v letech 1959 až 1968 pod vedením hlavního redaktora Štefana Peciara ve Vydavatelství SAV.

## Popis
Byl zpracován na základě slovníkové kartotéky Jazykového ústavu Ľudovíta Štúra. První díl obsahuje i podrobné informace o cíli, typu, pramenech, struktuře slovníku atd., poslední díl obsahuje i doplňky a dodatky (konkrétně pod názvy Osobné mená, Slovenské miestne názvy a obyvateľské mená, Zemepisné názvy). Není Kodifikaćní příručkou slovenštiny, ale svého času sloužil jako východisko při zpracovávání kodifikačního Krátkého slovníku slovenského jazyka. Moderní „náhradou“ Slovníku slovenského jazyka je postupně vydávaný Slovník současného slovenského jazyka.